# Le Blues du businessman
Pistes de Starmania
Complainte de la serveuse automate
(3) Monopolis (Dans les villes de l'an 2000)
(5)
Le Blues du businessman est une chanson de Michel Berger et Luc Plamondon, figurant dans l'opéra rock Starmania et sortie en 1978. Son interprète à l'origine est Claude Dubois. Les paroles sont de Luc Plamondon, sur lesquelles Michel Berger a composé la musique. La chanson a eu un grand succès et est devenue un standard. Luc Plamondon a dit à son sujet qu'elle racontait un peu sa propre histoire, mais qu'il « […] ne croyait pas que des millions de personnes s'identifieraient à cette chanson ».

## Composition
La chanson, écrite à la première personne pour le personnage « Zero Janvier » de la comédie musicale Starmania, raconte les regrets d'un homme d'affaires qui a réussi professionnellement, mais qui se rend compte qu'il aurait préféré suivre une carrière artistique, comme l'indique son célèbre refrain « J'aurais voulu être un artiste ».
Claude Dubois confie que son ami Georges Thurston l'a conseillé pour interpréter d'une façon particulière le passage "j'aurais voulu être un artiste, pour pouvoir faire mon numéro", en trainant le "i" du mot chanté "artiste" et le "o" du mot chanté  numéro notamment.

## Première
Lors de la première de Starmania sur scène en 1979, c'est Étienne Chicot qui tient le rôle de Zéro Janvier. C'est Claude Dubois qui l'avait interprété sur le disque enregistré en 1978.

## Reprises
La chanson a été chantée par Bernard Tapie lors d'une émission de télévision de Patrick Sabatier Le Jeu de la vérité en 1985.
Nicole Croisille la reprend en 1988 tout au long du long métrage de Claude Lelouch Itinéraire d'un enfant gâté mais à la deuxième personne du singulier : « Tu aurais voulu être un artiste... » De plus, le passage sur « l'anarchiste vivant comme un millionnaire » est supprimé. 
De nombreux artistes l'ont reprise en studio et en concert, en particulier Nicole Croisille, Céline Dion, Alice Dona, Daniel Lavoie et Lara Fabian.
En 2007, le long métrage J'aurais voulu être un danseur d'Alain Berliner est un film musical dont le titre fait référence au début du refrain de la chanson (« J'aurais voulu être un artiste »).
En 2015, l'émission La Voix diffusée au Québec sur les ondes de TVA en a fait sa chanson thème avec les 4 coachs (Marc Dupré, Éric Lapointe, Isabelle Boulay et Pierre Lapointe)
Dans La Carte et le Territoire (Michel Houellebecq, 2010), Frédéric Beigbeder l'entonne sur le plateau du vernissage de la première exposition de Jed Martin.

## Classements et certification
| Classement (1978) | Meilleure place |
| ----------------- | --------------- |
| Québec (ADISQ)    | 1               |

| Pays                  | Certification | Équivalence/ Ventes |
| --------------------- | ------------- | ------------------- |
| Canada (Music Canada) | Or            | 75 000              |